# Philippe Santini (pétanque)
Pour les articles homonymes, voir Santini.
Philippe Santini, né le 4 avril 1968, est un joueur de pétanque français.

## Clubs
- ?-? : CPBT Bron Terraillon (Rhône)
- ?-? : DUC Nice (Alpes-Maritimes)
- ?-? : Sport Pétanque Ile Rousse Balagne (Haute Corse)
- ?-? : Costa Verde Pétanque (Haute Corse)

## Palmarès[1]

### Séniors

#### Championnats de France
Finaliste
- Doublette mixte 2005 (avec Ranya Kouadri)[2] : CPBT Bron Terraillon
- Doublette mixte 2008 (avec Ranya Kouadri)[3] : DUC Nice